# Donaliesstraße 38, Naumburger Straße 1

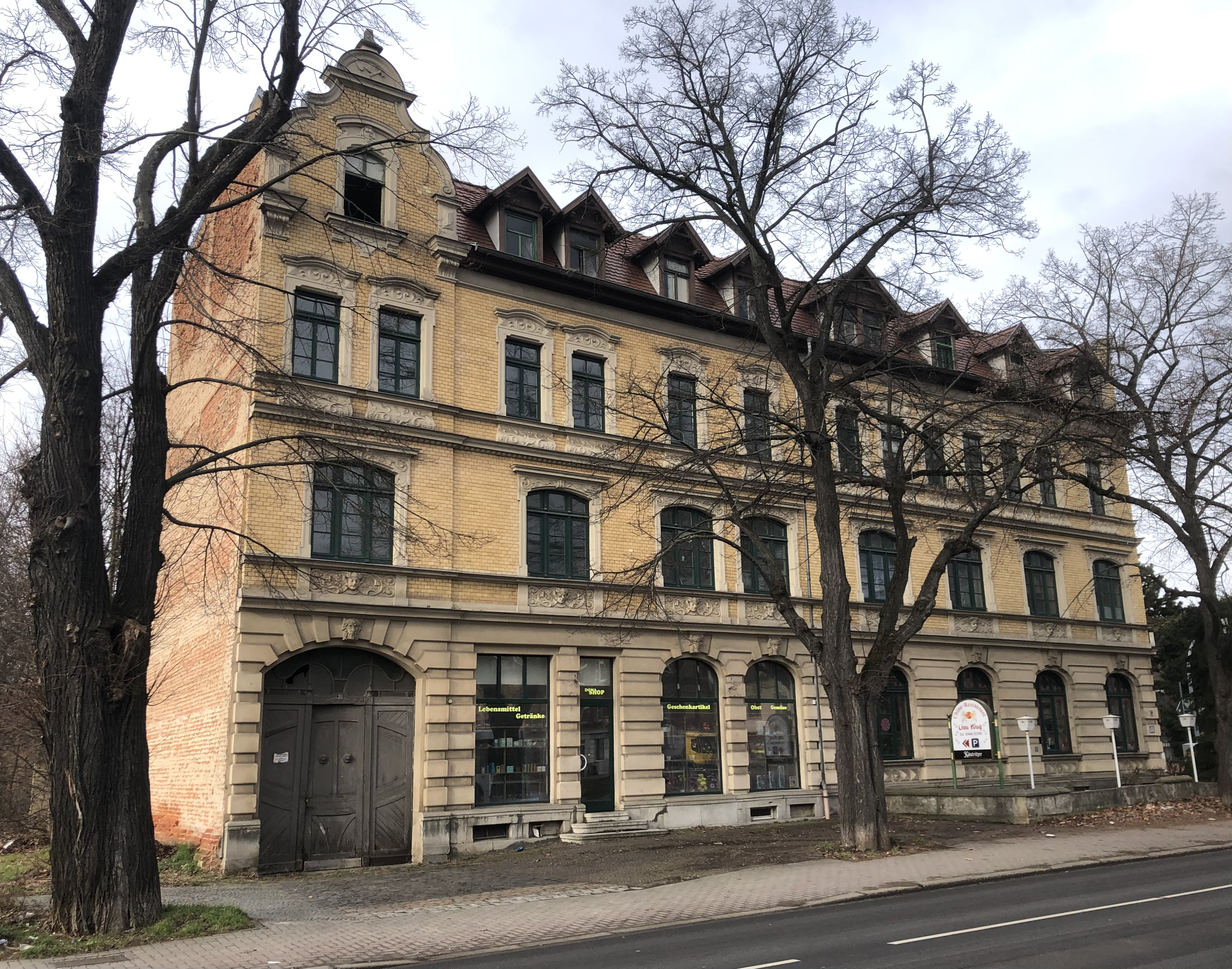
Haus Donaliesstraße 38, Naumburger Straße 1 im Jahr 2023

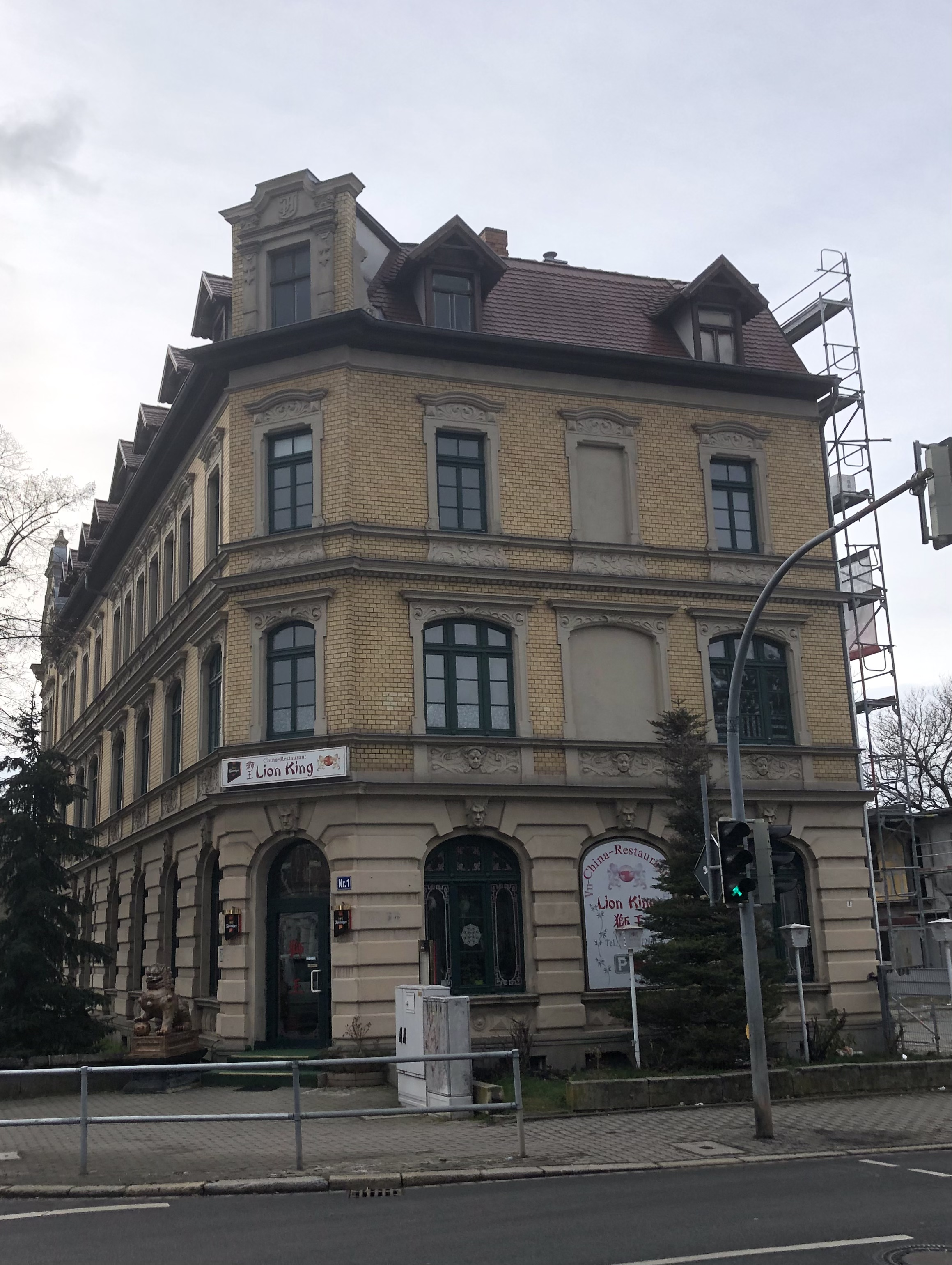
Blick von Norden

Das Gebäude Donaliesstraße 38, Naumburger Straße 1 ist ein denkmalgeschütztes Wohn- und Geschäftshaus in der Stadt Zeitz in Sachsen-Anhalt.

## Lage
Das markante Haus befindet sich nördlich der Zeitzer Altstadt, auf der Westseite der Donaliesstraße in einer Ecklage zur nördlich einmündenden Naumburger Straße.

## Architektur und Geschichte
Das dreigeschossige verputzte Gebäude entstand in der Zeit um das Jahr 1900. Der Ziegelbau ist mit einer qualitätvoll verzierten ockerfarbenen Fassade im Stil des Neumanierismus versehen. Sowohl zur Ecke hin als auch oberhalb eines Seitenrisalits an der Südkante befindet sich eine Bekrönung durch einen Schweifgiebel. Auf dem Dach befinden sich diverse kleine mit Sprengwerk gestaltete Dachhäuser.
Im Denkmalverzeichnis des Landes Sachsen-Anhalt ist das Wohn- und Geschäftshaus unter der Erfassungsnummer 094 85643 als Baudenkmal verzeichnet.